# سیارک ۱۰۱۳۲
سیارک ۱۰۱۳۲ (به انگلیسی: 10132 Lummelunda، نامگذاری:1993FL84) ده هزار و صد و سی و دومین سیارک کشف شده‌است که در ۲۰ مارس ۱۹۹۳ کشف شد.
قدر مطلق سیارک برابر ۲۲٫۴ است.